# Il ferroviere (film 1929)
Il ferroviere (Thunder) è un film del 1929 diretto da William Nigh. 
Aveva tra gli interpreti Lon Chaney (qui al suo ultimo film muto) e Phyllis Haver (nella sua ultima apparizione sullo schermo).

## Produzione
La lavorazione del film - prodotto dalla Metro-Goldwyn-Mayer (MGM) iniziò il 9 marzo 1929.
Girato muto, il film venne sonorizzato con il sistema mono Western Electric Sound System.

## Distribuzione
Negli Stati Uniti, la Metro-Goldwyn-Mayer (MGM) lo distribuì nelle sale nel luglio 1929 dopo che il film era stato presentato a New York la settimana del 6 luglio 1929. Il copyright riporta la data del 29 luglio con il numero di registrazione LP558. Nel 1930, il film venne distribuito internazionalmente, uscendo in Finlandia (5 febbraio, come Chicagon pikajuna n:o 2329), Svezia (5 maggio, come Stål mot stål), Portogallo (9 ottobre, come Homens de Ferro), Francia (31 ottobre, come Tonnerre).
Della pellicola esiste soltanto un frammento, conservato negli archivi della Library of Congress di Washington. Per il resto, la pellicola si ritiene perduta.

### Censura
In Italia, la pellicola venne distribuita nel 1930 dalla Metro, dopo aver ottenuto il visto di censura 25798 "con riserva": la visione del film era permessa solo dopo aver "tolto ogni scena dialogata o comunque parlata in lingua straniera" (giugno 1930).